# 发展型国家
發展型國家（Developmental state）或硬性國家（hard state）是國際政治經濟學學者用來指代20世紀後期東亞國家主導的宏觀經濟計劃現象的術語。在這種資本主義模式（有時稱為國家發展資本主義）中，國家擁有更多獨立或自治的政治權力，以及對經濟的更多控制權。發展型國家的特點是具有強大的國家干預以及廣泛的監管和規劃。該術語後來被用來描述東亞以外滿足發展型國家標準的國家。發展性國家與掠奪型國家（predatory state）或弱性國家（weak state）形成對比。

## 词源
第一個认真概念化“發展型國家”的人是詹鶽。詹鶽將發展型國家定義為專注於經濟發展並採取必要政策措施來實現這一目標的國家。他認為，日本的經濟發展與官僚，尤其是通產省（MITI）的有遠見的干預有很大關係。他在《通產省與日本奇蹟》一書中寫道：
在工業化較晚的國家，國家本身主導了工業化進程，即承擔了發展職能。這兩種對私人經濟活動的不同取向，即監管取向和發展取向，產生了兩種不同的工商-政府關係。美國是一個以監管為主導的國家的好例子，而日本是一個以發展為主導的國家的一個很好的例子。
監管型國家主要通過監管機構來管理經濟，這些機構有權執行各種行為標準，以保護公眾免受各種市場失靈的影響，包括壟斷定價、掠奪和其他濫用市場力量的行為，並通過提供集體商品（如國防或公共教育），否則市場將供不應求。相比之下，發展型國家通過多種方式更直接地干預經濟，以促進新產業的發展，減少因投資和利潤從舊產業轉移到新產業而造成的錯位。換言之，發展型國家可以推行產業政策，而監管型國家一般不能。
發展中國家的政府將大部分資本投資和調動到最有前途的工業部門，這將對社會產生最大的溢出效應。國家與主要行業之間的合作對於維持穩定的宏觀經濟至關重要。根據愛麗絲·阿姆斯登 (Alice Amsden) 的《弄錯價格》，國家對市場體系的干預，如提供補貼以提高企業競爭力、控制匯率、工資水平以及操縱通貨膨脹以降低工業生產成本，從而導致經濟增長，即主要見於工業化晚期國家，但對早期發達國家來說是陌生的。
日本政府幾乎沒有工業所有權，但私營部門受到官僚政府精英的嚴格指導和限制。這些官僚政府精英不是民選官員，因此在政治過程中受到企業階級或工人階級的影響較小。從這個角度出發的論點是，政府部門可以自由地規劃經濟並著眼於長期的國家利益，而不會使其經濟政策受到企業階級或工人階級的短期或狹隘利益的干擾。